# Сімон Дюфур
Сімон Дюфур (фр. Simon Dufour, 20 лютого 1979) — французький плавець.
Учасник Олімпійських Ігор 2000, 2004, 2008 років.